# HŠ a Gymnázium Radlická
Hotelová škola a Gymnázium Radlická je střední škola sídlící v Praze, která nabízí vzdělání v oborech souvisejících s cestovním ruchem a hotelnictvím, stejně jako všeobecné gymnaziální vzdělání.
- - Historie**

Škola byla založena v 90.letech 20.století. V roce 2022 a 2024 prošla několika změnami ve svém zaměření a nabídce studijních programů. Dnes je jednou z předních vzdělávacích institucí v oboru cestovního ruchu v České republice.
- - Studijní programy**

Škola nabízí následující studijní programy:
- **Hotelnictví a cestovní ruch**: Čtyřleté denní studium zakončené maturitní zkouškou. Studium je zaměřeno na získání odborných znalostí a dovedností v oblasti hotelnictví, gastronomie a cestovního ruchu.
- **Gymnázium**: Čtyřleté denní studium zakončené maturitní zkouškou. Studium je zaměřeno na všeobecné vzdělání s možností specializace v určitých předmětech.
- **Lyceum (Management ve sportu)**: Obor na rozhraní mezi odbornou školou a gymnáziem - může připomínat reálné gymnázium.

- - Aktivity a projekty**

Škola se účastní různých projektů a aktivit, které rozvíjejí praktické dovednosti studentů a podporují jejich profesní růst. Mezi tyto aktivity patří například provoz školního hotelu a restaurace, participace na soutěžích v oblasti hotelnictví a cestovního ruchu, a pořádání odborných seminářů a workshopů.
- - Vybavení školy**

Škola disponuje moderním vybavením, které umožňuje studentům získat praktické zkušenosti v reálných podmínkách. Mezi vybavení patří například jazykové laboratoře, počítačové učebny, školicí kuchyně a restaurace. Ma také japonskou zahradu určenou k rozjímání. 
- - Úspěchy a uznání**

Škola získala několik ocenění a uznání za svou kvalitu a přínos v oblasti vzdělávání. Mezi úspěchy školy patří například úspěchy studentů v odborných soutěžích a uznání od profesních asociací a organizací.
- - Odkazy**

- Oficiální stránky školy: [hs-radlicka.cz](http://hs-radlicka.cz)
- [Další relevantní odkazy, pokud existují]

- - Reference**

- Informace uvedené v článku vycházejí z oficiálních stránek školy a dalších ověřených zdrojů.

Článek bude dále upravován a rozšiřován podle potřeby a ve shodě se zásadami Wikipedie.